# Hormones: The Series
Hormones (Título completo: Hormones Wai Wawun, em tailandês:  วัยว้าวุ่น), promovido como Hormones: The Series, é um série de televisão tailandesa produzida por GTH e transmitida pela primeira vez em 2013. O programa segue as vidas e os relacionamentos de um grupo de alunos do ensino médio como eles vão através da escola e da vida doméstica e enfrentam vários problemas. Quebrando o molde da televisão tailandesa, que caracteriza tipicamente novelas tailandeses e sitcoms, Hormones foi concebida com valores de estilo mais ocidentais e de produção mais geralmente associado com a produção de filmes. Também distinguiu-se por caracterizar questões controversas, tais como sexo na adolescência, gravidez, homossexualidade e violência escolar.
A primeira temporada da série foi dirigida por Songyos Sugmakanan, e foi transmitido no canal via satélite GMM One e on-line de maio a agosto de 2013. A série foi recebida de forma positiva e, apesar de não ser mostrado em free-to-air na televisão e sendo criticada por seu conteúdo, mostrou-se extremamente popular, solicitando a criação de uma segunda temporada. Dirigida por Kriangkrai Vachiratamporn, a segunda temporada começou a ser transmitida em julho de 2014. Em outubro de 2014, a série foi renovada para uma terceira temporada.

## Produção
Hormones é produzida pela empresa de cinema tailandês GMM Tai Hub (GTH) e sua produção é controlada pela empresa de fundição Nadao Bangkok. Segundo o diretor Songyos Sugmakanan, Hormones foi concebida, em parte, como um canal para GTH criar oportunidades para seus atores adolescentes e em parte como uma experiência na criação de uma série de drama atípica para a televisão tailandesa (que normalmente apresenta novelas e sitcoms). Com um conceito baseado em parte no filme de mesmo nome de 2008 de Songyos e inspirado na série britânica Skins , Hormones procura explorar e retratar vários aspectos e questões da vida adolescente. Estes incluem temas normalmente considerados tabu para a discussão aberta na sociedade tailandesa, como sexo na adolescência e violência escolar.
Ao criar o script, Songyos e a equipe de redação realizaram uma pesquisa on-line sobre as questões de adolescentes contemporâneos, mas também aprendeu com as experiências dos jovens membros do elenco. Ele teve como objetivo mostrar as questões do ponto de vista de um adolescente e evitou ativamente qualquer pregação, tentando, em vez de ter consequências das ações implícitas através das experiências dos personagens. Songyos optou por usar as técnicas de filmagem que ele estava familiarizado com a criação do filme de mesmo nome, ajustando-los para atender uma produção televisiva. As filmagens da primeira temporada ocorreram entre dezembro 2012 a abril de 2013.
Embora tenha sido originalmente planejada para apenas uma temporada, a GTH anunciou no final da primeira temporada que seria produzia uma segunda, respondendo à popularidade do programa. Songyos trocou os papéis para se tornar produtor para a segunda temporada, com Kriangkrai Vachiratamporn, que tinha co-escrito a série, tornando-se diretor. GTH também lançou um reality da série intitulado Hormnes: The Next Gen, a fim de selecionar os atores adicionais para complementar o elenco principal inicial da primeira temporada.

## Enredo
A história ocorre principalmente na ficcional Nadao Bangkok College, onde os personagens vão à escola secundária. Todos os personagens principais são seguidos durante toda a temporada, com cada episódio focado em um ou alguns dos personagens e os problemas que vivenciam.
Win Chaichana é o garoto mais popular da escola e melhor amigo de Mhog Thawit, um garoto recluso que é obcecado por fotografia e Tar Olarn, que sonha em se tornar um guitarrista famoso. Kwan Khongkwan é a aluna exemplar, que é amiga de todos, inclusive Toei Thaneeda uma garota amigável que se dá melhor com garotos. E isso faz com que suas colegas a considerem uma 'puta'. Toei é amiga de infância de Phu Pattarakamporn, o saxofonista da banda da escola. Ele é melhor amigo de Thee Thatkamjon, o flautista da banda da escola homossexual, que é profundamente apaixonado por Phu. Phai Pollawat é um garoto de cabeça quente que sempre se envolve em brigas com uma gangue da escola rival. Ele se apaixona por Sprite Suttanuch, uma garota de espirito livre e sexualmente liberada. Dao Jumruspaisarn, é uma menina sonhadora e inocente que gosta de colocar suas fantasias de romance em seu próprio site. Por ser muito ingênua acaba perdendo a virgindade com um garoto que finge gostar dela.
No decorrer da série, entram em cena vários outros personagens.

## Elenco
Hormones apresenta um elenco, com nove personagens principais na primeira temporada. A partir da segunda temporada o elenco passa a ter doze personagens principais. Na terceira grande parte do elenco é modificado iniciando uma nova geração.
| Ator                        | Personagem                     | Temporada   | Temporada  | Temporada    |
| Ator                        | Personagem                     | 1           | 2          | 3            |
| --------------------------- | ------------------------------ | ----------- | ---------- | ------------ |
| Pachara Chirathivat         | Win Chaichana Charatchaipracha | Regular     | Regular    | Participação |
| Ungsumalynn Sirapatsakmetha | Kwan Khongkwan Dilokthamsakul  | Regular     | Regular    | Participação |
| Sirachuch Chienthaworn      | Mhog Thawit Chaowakorakul      | Regular     | Regular    | Participação |
| Gunn Junhavat               | Tar Olarn Tantiwongpaibul      | Regular     | Regular    | Participação |
| Sutatta Udomsilp            | Toei Thaneeda Kamolpaisarn     | Regular     | Regular    | Participação |
| Chutavuth Pattarakampol     | Phu Phubes Pattarakamporn      | Regular     | Regular    | Participação |
| Thanapob Leeratanakajorn    | Phai Pollawat Lhaokhunapat     | Regular     | Regular    | Participação |
| Supassra Thanachat          | Sprite Suttanuch Sujinthara    | Regular     | Regular    | Participação |
| Sananthachat Thanapatpisal  | Dao Dujdao Jumruspaisarn       | Regular     | Regular    | Regular      |
| Sedthawut Anusit            | Thee Thatkamjon                | Recorrente1 | Regular    | Participação |
| Kemisara Paladesh           | Koi Wiriya Korkietpirom        | Recorrente  | Regular    | Regular      |
| Napat Chokejindachai        | Pop Panat Chaijindachoke       | Recorrente  | Regular    | Participação |
| Tonhon Tantivejakul         | Phao Pattarakamporn            | Recorrente  | Recorrente | Regular      |
| Thiti Mahayotaruk           | Non Natchanon Kasemchanchai    |             | Recorrente | Regular      |
| Nichaphat Chatchaipholrat   | Phao Pattarakamporn            |             | Recorrente | Regular      |
| Narikun Ketprapakorn        | Oil Onamon Suwisuthakomol      |             | Recorrente | Regular      |
| Teeradon Supapunpinyo       | Sun Atit Intrapat              |             | Recorrente | Regular      |
| Kanyawee Songmuang          | Jane Mahattanoreuk             |             | Recorrente | Regular      |
| Sarit Tailetwichen          | Boss                           |             |            | Regular      |
| Nutchapan Paramacharenroj   | First                          |             |            | Regular      |
| Wongravee Nateetorn         | Pala                           |             |            | Regular      |
| Narupornkamol Chaisang      | Zomzom                         |             |            | Regular      |
| Atitaya Craig               | Mali                           |             |            | Regular      |
| Jirayus Khawbaimai          | Robot                          |             |            | Regular2     |

Notas
* ↑1  Sedthawut Anusit é creditado como membro recorrente da 1ª temporada, apesar de ser regular.

* ↑2  Jirayus Khawbaimai é creditado como membro regular da 3ª temporada, apesar de ser recorrente.
Pachara, Ungsumalynn, Sutatta e Sirachuch já tinham desempenhado papéis principais no filme de longa metragem da GTH de mesmo nome, enquanto a maioria dos outros tinham experiência em papéis coadjuvantes em filmes ou mini-séries. Sedthawut e Kemisara fizeram sua estréia como atores em Hormones. Cinco novos atores do programa Hormones: The Next Gen também fizeram sua estréia atuando como coadjuvantes na segunda temporada.
Em Hormones, os personagens principais (com excepção de Dao e Koi, que são um ano mais novas) são estudantes do matthayom (equivalente ao 2°ano do Ensino Médio) na primeira temporada, que ocorre durante o ano letivo de 2012. A segunda temporada ocorre um ano após a primeira. Personagens de apoio incluem professores, familiares, colegas de classe e vários outros.

## Temporadas
| Temporada | Temporada | Episódios         | Episódios         | Exibição               | Exibição               |
| Temporada | Temporada | Episódios         | Episódios         | Estreia                | Final                  |
| --------- | --------- | ----------------- | ----------------- | ---------------------- | ---------------------- |
|           | 1         | 13 (+2 especiais) | 13 (+2 especiais) | 18 de maio de 2013     | 24 de agosto de 2013   |
|           | 2         | 13 (+2 especias)  | 13 (+2 especias)  | 12 de julho de 2014    | 18 de outubro de 2014  |
|           | 3         | 14                | 14                | 19 de setembro de 2015 | 26 de dezembro de 2015 |

### Episódios
Cada temporada de Hormones é composto por treze episódios, com dois especiais cada, um no início e um no fim.
| No.          | Título                                         | Data de transmissão    |
| 1ª temporada | 1ª temporada                                   | 1ª temporada           |
| ------------ | ---------------------------------------------- | ---------------------- |
| 0            | Special: introdução de personagens             | 18 de maio de 2013     |
| 1            | "Testosterona"                                 | 25 de maio de 2013     |
| 2            | "Dopamina"                                     | 1 de junho de 2013     |
| 3            | "Endorfina"                                    | 8 de junho de 2013     |
| 4            | "Serotonina"                                   | 15 de junho de 2013    |
| 5            | "Estrogênio"                                   | 22 de junho de 2013    |
| 6            | "Dopamina"                                     | 29 de junho de 2013    |
| 7            | "Adrenalina"                                   | 6 de julho de 2013     |
| 8            | "Progesterona"                                 | 13 de julho de 2013    |
| 9            | "Cortisol"                                     | 20 de julho de 2013    |
| 10           | "Testosterona vs. Estrogênio"                  | 27 de julho de 2013    |
| 11           | "Ocitocina"                                    | 3 de agosto de 2013    |
| 12           | "Hormônio do Crescimento"                      | 10 de agosto de 2013   |
| 13           | "Raging Hormones" (Hormonio phung phlak phlak) | 17 de agosto de 2013   |
| 14           | Special: the making of                         | 24 de agosto de 2013   |
| 2ª temporada |                                                |                        |
| 0            | Special : Behind The Scene                     | 12 de julho de 2014    |
| 1            | "Ruk Krum Krim"                                | 19 de julho de 2014    |
| 2            | "Thee"                                         | 26 de julho de 2014    |
| 3            | "Toei"                                         | 2 de agosto de 2014    |
| 4            | "Dao+Koi"                                      | 9 de agosto de 2014    |
| 5            | "Phu"                                          | 16 de agosto de 2014   |
| 6            | "Win"                                          | 23 de agosto de 2014   |
| 7            | "Kwan"                                         | 30 de agosto de 2014   |
| 8            | "Mhog"                                         | 6 de setembro de 2014  |
| 9            | "Sprite"                                       | 13 de setembro de 2014 |
| 10           | "Oil"                                          | 20 de stembro de 2014  |
| 11           | "Tar"                                          | 27 de setembro de 2014 |
| 12           | "Phai"                                         | 4 de outubro de 2014   |
| 13           | Final                                          | 11 de outubro de 2014  |
| 14           | Special                                        | 18 de outubro de 2014  |
| 3ª temporada |                                                |                        |
| 0            | Especial                                       | 19 de setembro de 2015 |
| 1            | "Growth Hormone"                               | 26 de setembro de 2015 |
| 2            | "Estrogen"                                     | 3 de outubro de 2015   |
| 3            | "Adrenaline"                                   | 10 de outubro de 2015  |
| 4            | "Serotonin"                                    | 17 de outubro de 2015  |
| 5            | "Dopamine"                                     | 24 de outubro de 2015  |
| 6            | "Cortisol"                                     | 31 de outubro de 2015  |
| 7            | "Androgen"                                     | 7 de novembro de 2015  |
| 8            | "Endorphin"                                    | 14 de novembro de 2015 |
| 9            | "Testosterone"                                 | 21 de novembro de 2015 |
| 10           | "Growth Hormone II"                            | 28 de novembro de 2015 |
| 11           | "Oxytocin"                                     | 5 de dezembro de 2015  |
| 12           | "Oxytocin II"                                  | 12 de dezembro de 2015 |
| 13           | "Hormones"                                     | 19 de dezembro de 2015 |
| 14           | Special Season Finale - "Unseen Hormones"      | 26 de dezembro de 2015 |

## Transmissão e recepção
A primeira temporada de Hormones foi transmitida de maio a agosto 2013 no GMM One, um canal via satélite de propriedade da GMM Grammy, empresa-mãe da GTH. Ela ocupou o slot das 22:00 nas noites de sábado, e também estava disponível para visualização on-line através do site da GMM One, e por episódios no YouTube por streaming ao vivo. Os episódios anteriores também foram disponibilizados para visualização gratuita no YouTube.
Embora a série tenha começado com alguma incerteza quanto à sua rentabilidade, rapidamente provou ser extremamente popular, apesar de não ser transmitida em free-to-air da televisão terrestre. Cada episódio tinha cerca de um milhão de espectadores, e pelo oitavo episódio, as classificações de audiência do canal subiu para vigésimo-terceiro no slot tempo de sábado ás 22:00. Enquanto adolescentes compõem a maioria da audiência do show , ele também recebeu interesse de seus pais. E, embora o show tenha começado com apenas um grande patrocinador, teve pelo menos dez anunciantes concorrentes até ao final da temporada. O sucesso solicitou a produção de uma segunda temporada, que foi anunciada um pouco antes do final da primeira. O show também desenvolveu seguidores no Vietnã, Indonésia e Filipinas. Um box de DVD foi lançado em outubro de 2013.
Recepção à série foi principalmente positiva. Hormones foi amplamente mencionada pela imprensa, que atribuiu seu sucesso à sua qualidade de produção e da sua oferta de novos conteúdos na falta de programação da televisão. No entanto, também recebeu críticas negativas, especialmente a partir de vozes conservadoras, para a sua inclusão de comportamento inadequado. Cenas controversas incluiu estudantes que tentam fazer sexo em uma sala de aula, uma aluna visitando uma clínica de aborto ilegal, depois de perder sua virgindade e estudantes do sexo feminino que brigam em um banheiro da escola. Alguns membros da National Broadcasting and Telecommunications Commission (NBTC) sugeriram que o show contou com pensamentos e imagens indecentes e, ao minar a moralidade pública, pode ser uma violação da Lei da Radiodifusão Pública. A convocação pelo NBTC para os produtores para discutir o conteúdo do programa provocou um debate mais aprofundado sobre a censura da mídia, enquanto os apoiantes apontou que algumas novelas populares vistas por um público mais vasto destaca um comportamento muito pior. O diretor Songyos Sugmakanan comentou que a série teve um papel fundamental na cultura da Tailândia porque as questões desta série aborda como o sexo na adolescência, uso de drogas e outros problemas enfrentados pelos adolescentes que não eram geralmente discutidos na sociedade tailandesa. Para ele, evitando tais assuntos, basicamente, seria um exemplo de "adultos" fechando os olhos à realidade, especialmente para a alta taxa de aborto na Tailândia. Unsumalin Sirasakpatharamaetha, interprete de Khwan na série, insistiu que o objetivo da série era provocar o público a pensar e a censura era principalmente para proteger aqueles que não podem pensar por si mesmos. Em última análise, a transmissão da primeira temporada foi completamente sem censura, mas com pixelização de alguns objetos, tais como contentores de cigarros e álcool.
A transmissão de segunda temporada da série iniciada em julho de 2014. No entanto, foi transferida para um outro canal de propriedade da GMM Grammy, GTH On Air, disponível apenas através do próprio set-top box do Grammy GMM Z. Embora o streaming ao vivo no YouTube tenha sido oferecido, os episódios passados da temporada agora estão disponível apenas através do aplicativo móvel AIS Movie Store. Respondendo às queixas do espectador, a GTH mais tarde ofereceu um simulcast no MGM Channel, um canal digital terrestre.
Devido à Internet e as novas medias, Hormones também recebeu uma tremenda resposta do público fora da Tailândia como o Vietnã, Filipinas, Indonésia e China. Na China, Hormomes tem uma enorme base de fãs que assistem a versão fã-sub desta série em vários sites de streaming de vídeo.